# В'єнна
В'є́нна (фр. Vienne) — департамент на заході Франції, один із департаментів регіону Нова Аквітанія.
Порядковий номер 86. Адміністративний центр — Пуатьє. Населення 399 тис. чоловік (56-те місце серед департаментів, дані 1999 р.).

## Географія
Площа території 6 990 км².
Через департамент протікають річки В'єнна і Шаранта.
Департамент включає 3 округи, 38 кантонів і 281 комуну.

## Історія
В'єнна — один з перших 83 департаментів, утворених під час Французької революції в березні 1790 р. Виникла на території колишньої провінції Пуату. Назва походить від річки В'єнна.